# 好人政府
好人政府是在1922年被提出的一種改良主義政治主張“好政府主义”的政治实践。

## 历史
1922年5月，蔡元培、胡適、梁漱溟、王寵惠等人聯名發表《我們的政治主張》，主張組織一個「好政府」作為改革中國政治最低限度的要求。提出改革政治的3條原則：一個「憲政的政府」；一個「公開的政府」；一種「有計劃的政治」主張社會上的「優秀分子」出來和惡勢力奮鬥，組織「好人政府」，這是政治改革的「唯一下手工夫」。
1922年9月，在吳佩孚支待下，王寵惠、羅文幹、湯爾和等人组阁。王寵惠為國務總理。他們都屬英美派，當時被認為是無黨無派的「好人」，因而這個政府被稱為「好人政府」。實際上它是聽命於吳佩孚的「洛派」政府。為曹錕的「保派」直系軍閥所不容，只存在72天就垮台了。「好人政府」的主張也隨之破產。